# 國際和平協力本部
國際和平協力本部（日语：／）是日本政府的行政部門之一，編制上為內閣府的特別機關。

## 概述
國際和平協力本部主要管轄與國際和平活動有關的業務，並維持日本對聯合國維和行動的參與。該部門根據《內閣府設置法》與《聯合國維持和平活動協力法》，於1992年正式創設。
國際和平協力本部的具體任務內容包含國際和平協力業務實施計畫與國際和平協力業務綱要的制定。決策過程中，協力本部也會派員至派遣國家進行實地調查，同時與聯合國維持和平部隊進行情報交換作業。隨後，協力本部將根據蒐集到的情報編成一支符合任務需求的國際和平協力隊；本部亦負責協調並調派各有關機關的人力與資源以協助任務進行。國際和平協力隊由協力本部長直接指揮。

## 組織架構
國際和平協力本部長是協力本部的最高長官，且均由內閣總理大臣出任。副本部長由內閣官房長官擔任，本部職員則由本部長與副本部長以外的各省與委員會的主任大臣充任。幹部職員則包含一位事務局長與一位事務局次長，同時編有數名顧問（參事官）。
- 事務局長
- 事務局次長
  - 參事官（2）
    - 調査官

## 外部連結
- 国際平和協力本部事務局(PKO) （页面存档备份，存于）